# Eggersdorf bei Graz
Eggersdorf bei Graz est une commune autrichienne du district de Graz-Umgebung en Styrie.

## Personnalités liées
- Alois Neuhold, peintre.